# Yaacov Lozowick
Yaacov Lozowick (* 1957 in Bad Kreuznach) ist ein israelischer Historiker.
An der Hebrew University in Jerusalem absolvierte er 1982 ein Bachelorstudium für Geschichte und jüdische Philosophie, erhielt 1984 ein Diplom in Pädagogik und graduierte 1989 zum Master im Bereich zeitgenössisches Judentum. Im Jahr 1995 wurde er an der Hebrew University bei Saul Friedländer promoviert. Seine vielbeachtete Doktorarbeit erschien in Deutschland 2000 im Pendo-Verlag unter dem Titel Hitlers Bürokraten. Eichmann, seine willigen Vollstrecker und die Banalität des Bösen.
Ab 1990 unterrichtete er Geschichte am Paul-Himmelfarb-Gymnasium in Jerusalem. Von 1986 bis 1989 lehrte er moderne jüdische Geschichte an der dortigen WUJS Akademie. Nachdem er bereits seit 1982 in einem Forschungsprojekt von Yad Vashem mitarbeitete, war er von 1989 bis 1993 Direktor von Seminaren für ausländische Erzieher an der „International School for Holocaust Studies“, Yad Vashem. In der Pädagogischen Abteilung von Yad Vashem organisierte er  die ersten Seminare für Deutsche. Von 1993 bis 2007 war er Direktor des Archivs in Yad Vashem. Anschließend leitete für zehn Jahre das Staatsarchiv Israel.

## Veröffentlichungen
- Hitlers Bürokraten. Eichmann, seine willigen Vollstrecker und die Banalität des Bösen. Aus dem Englischen von Christoph Münz. Pendo-Verlag, Zürich/München 2000, ISBN 3-85842-390-4
- Israels Existenzkampf. Eine moralische Verteidigung seiner Kriege. Konkret Literatur Verlag, Hamburg 2006, ISBN 3-89458-237-5